# Roewe
Roewe est une marque automobile chinoise fondée en 2007 par le groupe SAIC et basée à Shanghai. Elle s'inspire librement de la marque anglaise Rover, disparue en avril 2005, dont elle reprend la production de deux des trois derniers modèles en dates (Rover 25 et Rover 75) sous des noms différents.

## Origine du nom
SAIC ne pouvait pas utiliser le nom « Rover » pour badger ses nouveaux modèles dérivés des Rover produites auparavant par le groupe Rover, car en septembre 2006, le constructeur allemand BMW a vendu les droits d'utilisation du nom Rover à Ford qui les a inclus dans la vente de Land Rover à Tata Motors en 2008.
Le nom « Roewe » a été fabriqué d'après l'écriture en alphabet latin de la prononciation chinoise du nom « Rover ». En anglais, « Roewe » se prononce cependant « Row-weh ».
Selon SAIC, « Roewe » est un jeu de mots basé sur la langue chinoise : il associerait en un seul mot les notions d'honneur, de pouvoir, et de prestige.

## Historique
SAIC a acheté la technologie relative au Rover 75 et au Rover 25 après l'effondrement du MG Rover en 2005, et la marque Roewe est apparue pour la première fois sur une version du 75, le Roewe 750. Ayant initialement l'intention d'acheter tous les actifs de la société britannique en faillite, SAIC a été surenchéri par Nanjing Automobile. In 2007, SAIC merged with Nanjing Auto contrôle donc désormais les propriétés de MG Rover, telles que le nom MG et une usine de Birmingham, l'usine de Longbridge, qu'elle n'était pas en mesure d'acquérir au départ.
La société d'ingénierie anglaise Ricardo a aidé au développement des premiers modèles Roewe et a créé une nouvelle société au Royaume-Uni, Ricardo (2010) Consultants Ltd, qui a contribué à la commercialisation du 750. According to SAIC, work on the vehicle was also done in China. En 2007, Ricardo a été racheté par SAIC et renommé SAIC Motor UK Technical Centre. Elle emploie plus de 200 anciens ingénieurs britanniques de Rover.
La marque Roewe a dévoilé le concept-car électrique Roewe Vision-R au Salon de l'auto de Guangzhou 2015 en Chine qui présente en avant-première une nouvelle génération du langage de conception Roewe pour la marque chinoise, avec des plis nets et une calandre pleine largeur qui a évolué à partir de la précédente calandre Roewe. Le nouveau thème de conception a été appliqué aux produits lancés peu de temps après, tels que les Roewe i5, i6, RX3, RX5, RX7, RX8 et Marvel X, ainsi qu'aux lifting des Roewe 950 et Roewe 360 Plus.
En 2016, Roewe a adopté une nouvelle stratégie de conception, introduisant un système de dénomination alphanumérique plus rationalisé et une approche stylistique comportant moins de courbes. Le premier modèle à représenter ce changement fut le SUV Roewe RX5, développé en partenariat avec le Groupe Alibaba, qui a fourni le logiciel pour le véhicule. En 2018, Roewe a lancé son premier SUV électrique, le Marvel X, et a élargi son offre avec l'introduction du Ei5, un break 5 portes entièrement électrique,.
En 2021, la marque a lancé son premier SUV coupé, le Jing, suivi de la sortie de la variante hybride RX3 Pro, nommée Lomemo, en 2022. La même année a vu l'introduction d'un nouveau langage de conception pour la prochaine génération du RX5 et la sortie du premium RX9. En 2023, Roewe a lancé une nouvelle gamme de modèles, le D7, tout en rationalisant son portefeuille en supprimant progressivement les modèles plus anciens et moins populaires.

En novembre 2024, SAIC Motor Passenger Vehicle a annoncé le retrait de la marque Rising Auto au sein de Roewe, mettant ainsi fin à son histoire en tant que marque indépendante. Rising se transformerait en une gamme de produits électriques haut de gamme sous Roewe,.

## Modèles
- Roewe Clever : citadine électrique.
- Roewe i5 : berline 4 portes et break. Le break est disponible uniquement en version électrique sous le nom d'Ei5. La berline est vendue uniquement en thermique. Une version au look plus sportif est appelée i5 GL.
- Roewe i6 Plus : berline 4 portes. Existe en version essence et hybride rechargeable ei6 Plus.
- Roewe i6 Max : berline 4 portes, version restylée de l'i6 Plus. Existe en version essence et hybride rechargeable ei6 Max.
- Roewe ER6 : berline 4 portes, version électrique de l'i6 Max.
- Roewe iMAX8 : premier monospace de la marque.
- Roewe RX3 : SUV.
- Roewe RX5 : SUV compact, existe en version hybride rechargeable eRX5 et électrique ERX5.
- Roewe RX5 Plus : SUV compact, existe en version hybride rechargeable RX5 ePlus.
- Roewe RX5 Max : SUV compact, existe en version hybride rechargeable RX5 eMax.
- Roewe Marvel X : SUV hybride 100% électrique.
- Roewe RX8 : SUV 7 places.
- Roewe Jing : SUV compact fastback (2021).
- Roewe D7

## Evolution du logo

Logo de Roewe
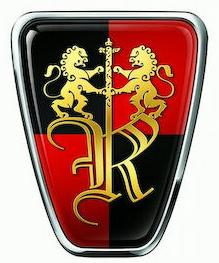
2007-2018
2018-actuel

SAIC a donc décidé de créer un nouveau nom (autrement dit, une nouvelle marque) et un nouveau logo, mais qui imiterait Rover. Le nouveau logo Roewe conserve la forme du logo de Rover mais fait disparaitre le drakkar (lié à l'histoire de l'Angleterre), au profit de deux lions entourant une épée, surplombant un R gothique et avec en arrière-plan un damier qui s'inspire de celui du constructeur allemand BMW, mais avec les couleurs rouge et noir.
Les deux lions et l'épée présentent une graphie chinoise et non européenne, ce qui renforce l'identité de la nouvelle marque.
En 2018, SAIC adopte un nouveau logo pour Roewe en conservant la forme du précédent. Une nouvelle couleure bleue est associée à l’innovation et à la haute qualité, mais avec la suppression du damier en arrière plan. Les lettres capitales Roewe sont situées au dessous du blason.

### Anciens modèles
- Roewe E50 : citadine électrique.
- Roewe 350 : berline 4 portes.
- Roewe 360 : berline 4 portes.
- Roewe 360 Plus : berline 4 portes.
- Roewe 550 : modèle qui fait la jonction entre la 750 et la 350. Ce modèle est vendu sous le nom de MG 550 à l'export, notamment en Amérique du Sud. Lancée en Chine en 2008, elle est étroitement dérivée de la MG 6.
- Roewe i6 : berline 4 portes. Elle remplace la 550. Existe en version essence et hybride rechargeable ei6.
- Roewe 750 (berline routière) : il s'agit d'une Rover 75 rebadgée. C'est le premier modèle présenté par SAIC fin 2007 portant le sigle Roewe.
- Roewe 850 : SsangYong Chairman II rebadgée. Produite pour l'administration de Shanghai.
- Roewe 950 : berline 4 portes. Basée sur la Buick LaCrosse, elle est sortie en 2012. Existe en version hybride rechargeable e950.
- Roewe W5 : SUV étroitement dérivé du SsangYong Kyron restylé, du fait que la maison-mère de Roewe (SAIC) a un temps possédé la marque sud-coréenne.

### Galerie photos

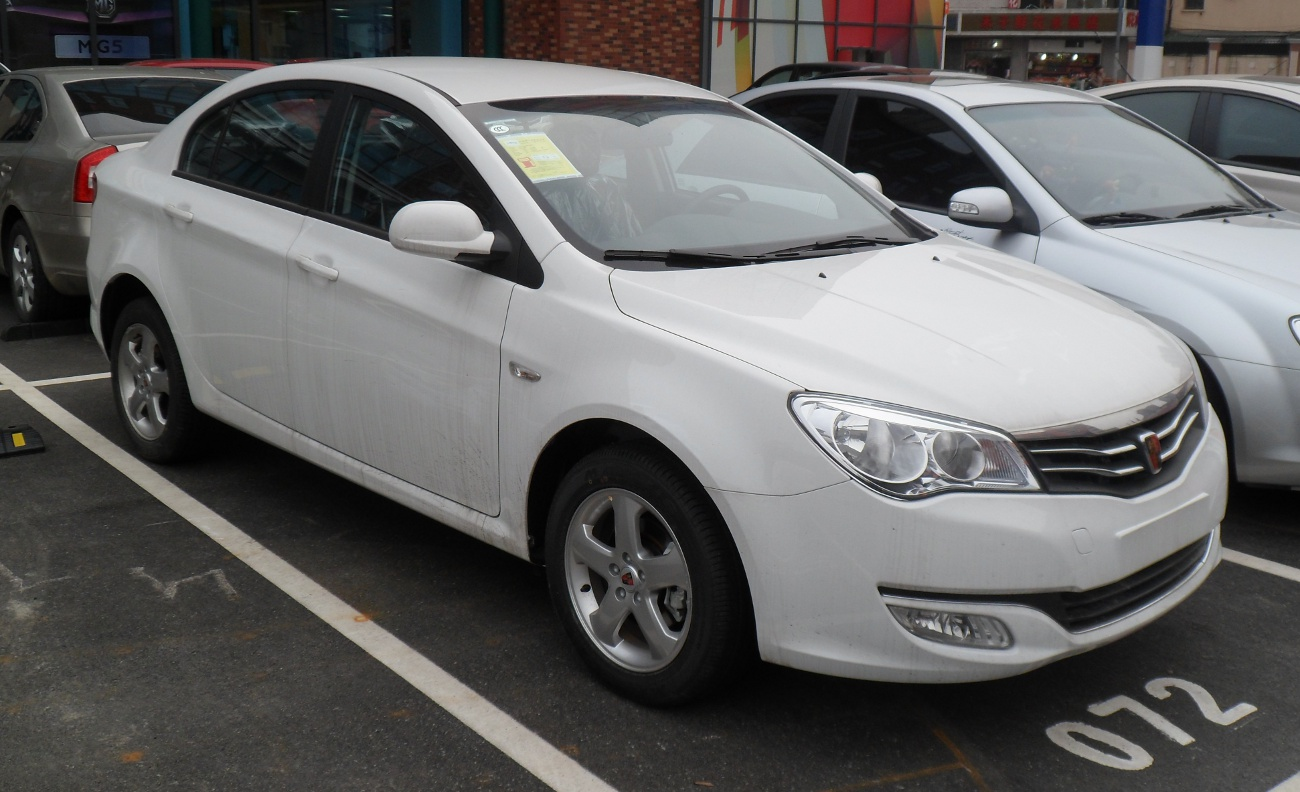
350.
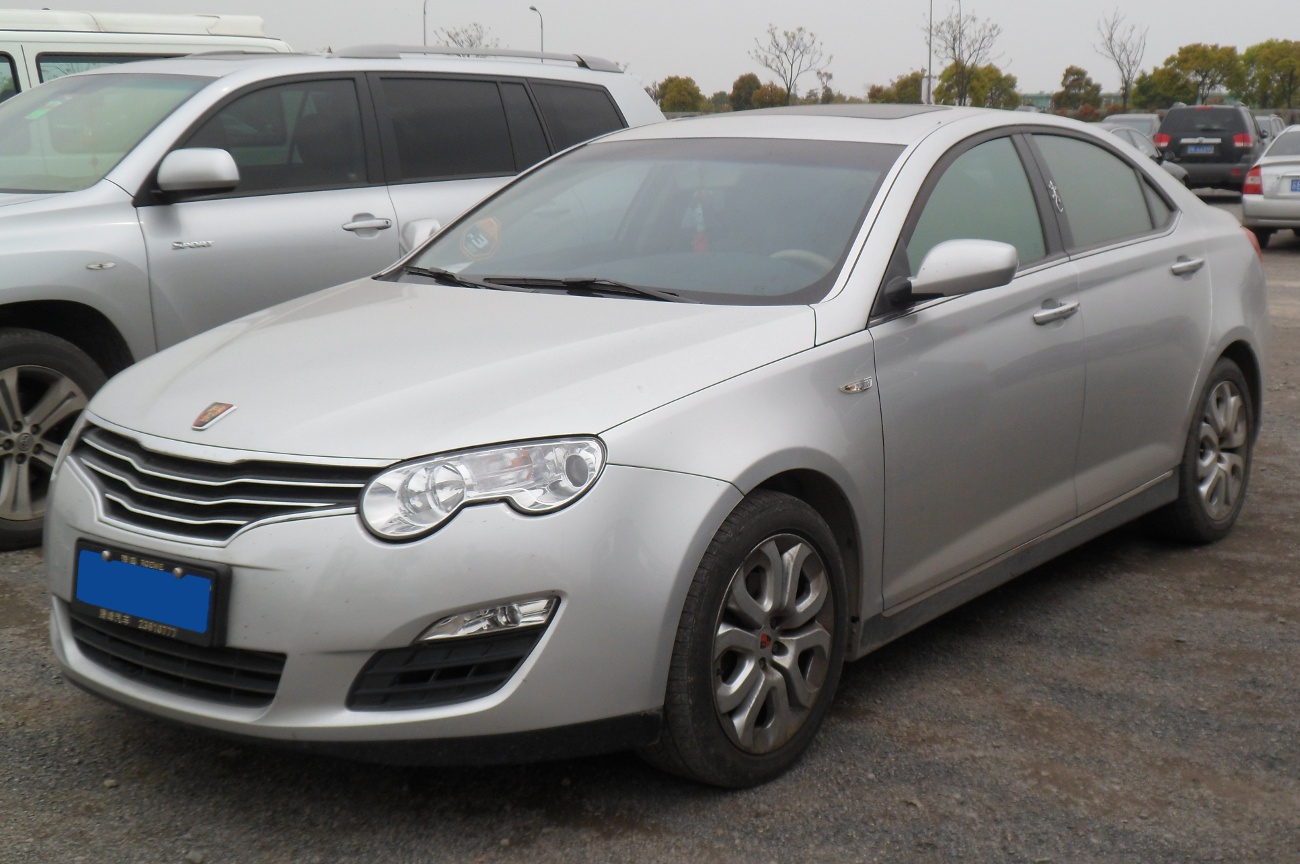
550.
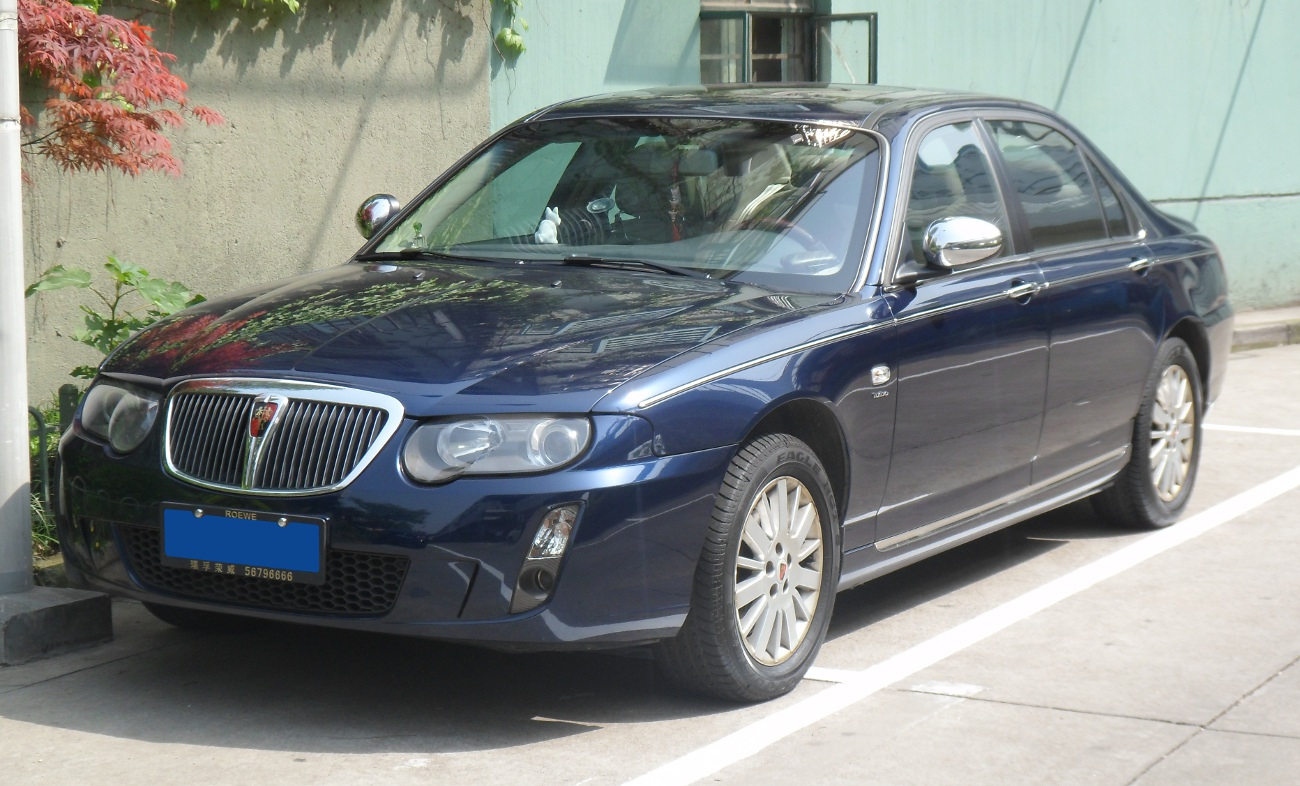
750.
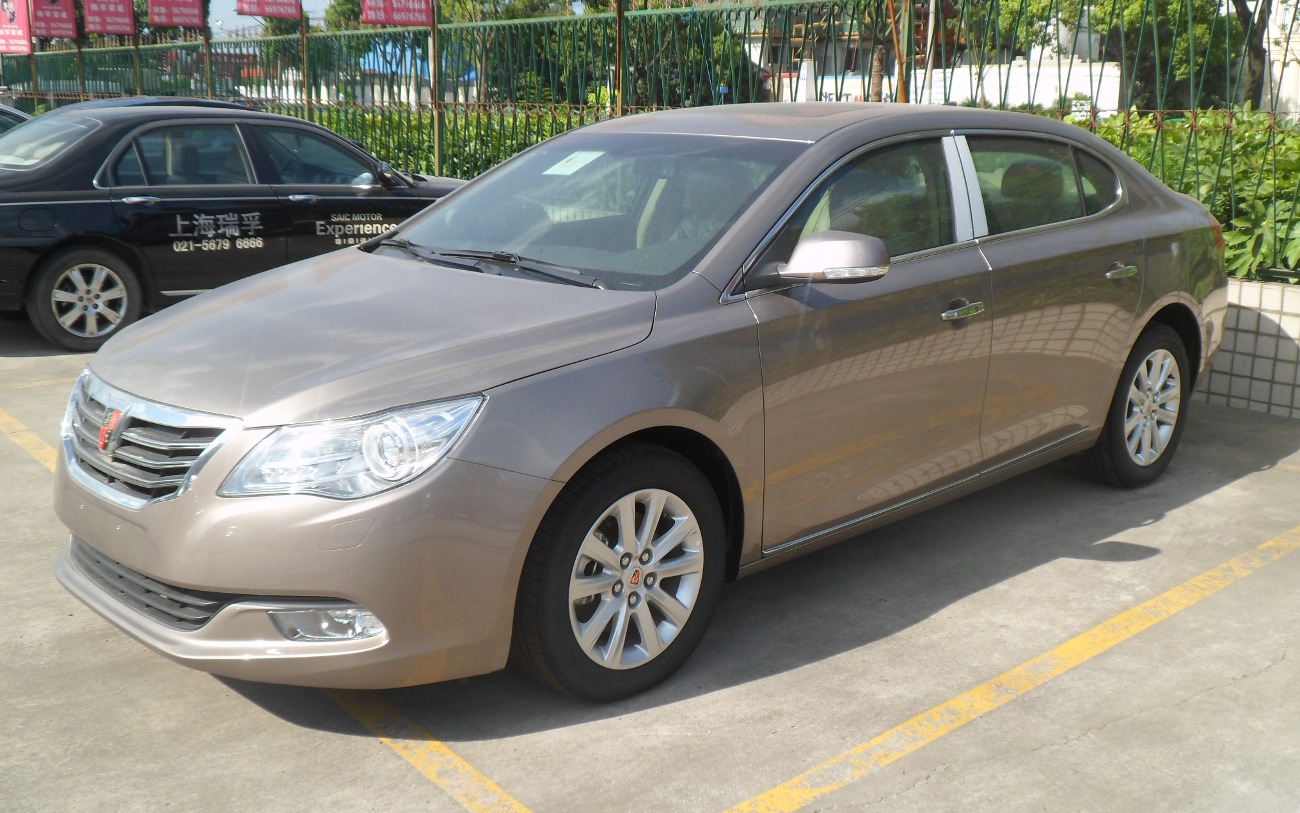
950.
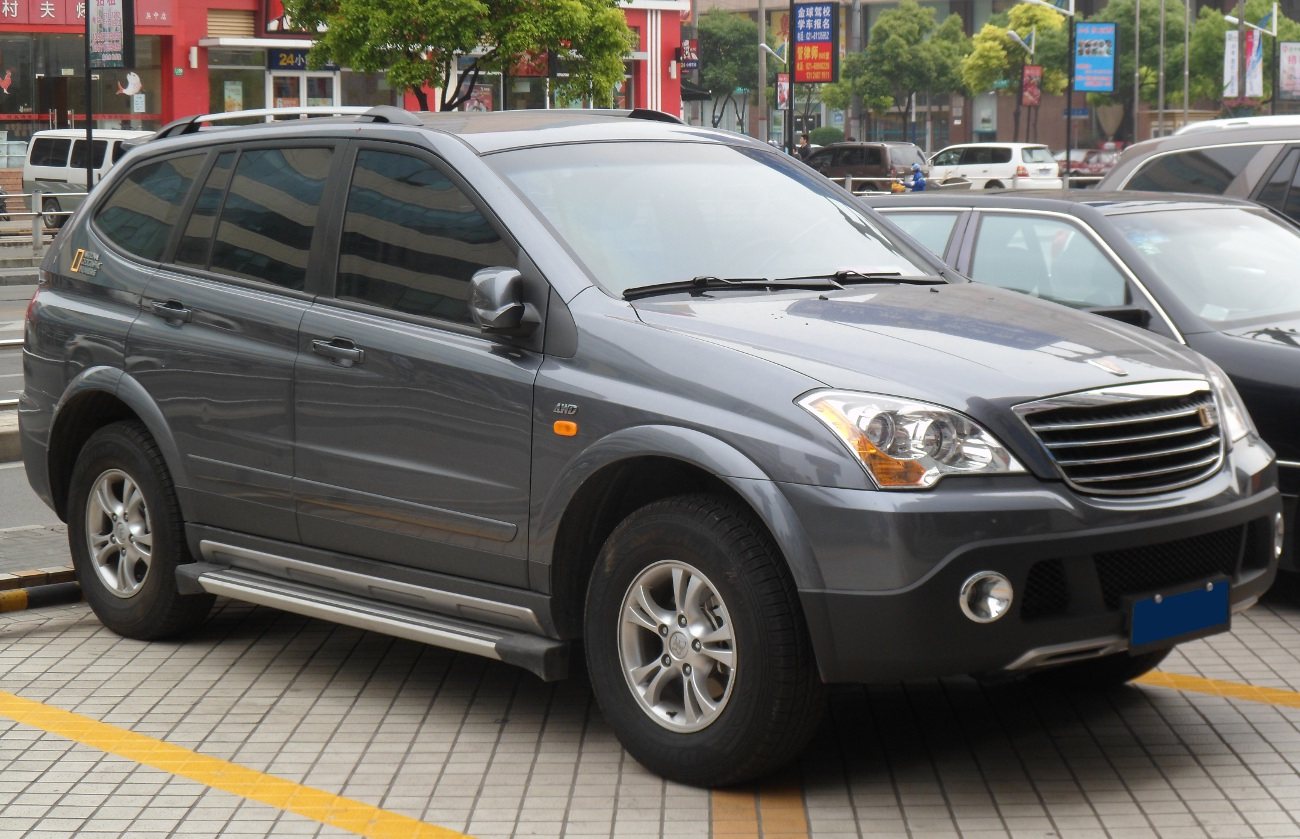
W5.